# Kia Magentis
Kia Magentis, jejíž čtvrtá generace se v Evropě prodává pod názvem Kia Optima (ve Spojených státech pod názvem Kia Optima i dříve), je automobil střední třídy vyráběný společností Kia Motors. Začal se vyrábět v roce 2001 jako nástupce modelu Clarus a výroba byla ukončena v roce 2010, kdy byl nahrazen modelem Optima. Je postaven na platformě, která je totožná s MPV modelem Kia Carens.

## První generace (2000-2005)
V roce 2001 se Magentis začal vyrábět místo modelu Clarus. Technicky šlo o upravený Hyundai Sonata. V roce 2003 byl proveden facelift, který přinesl mírné odlišnosti v designu, například dvojité světlomety.

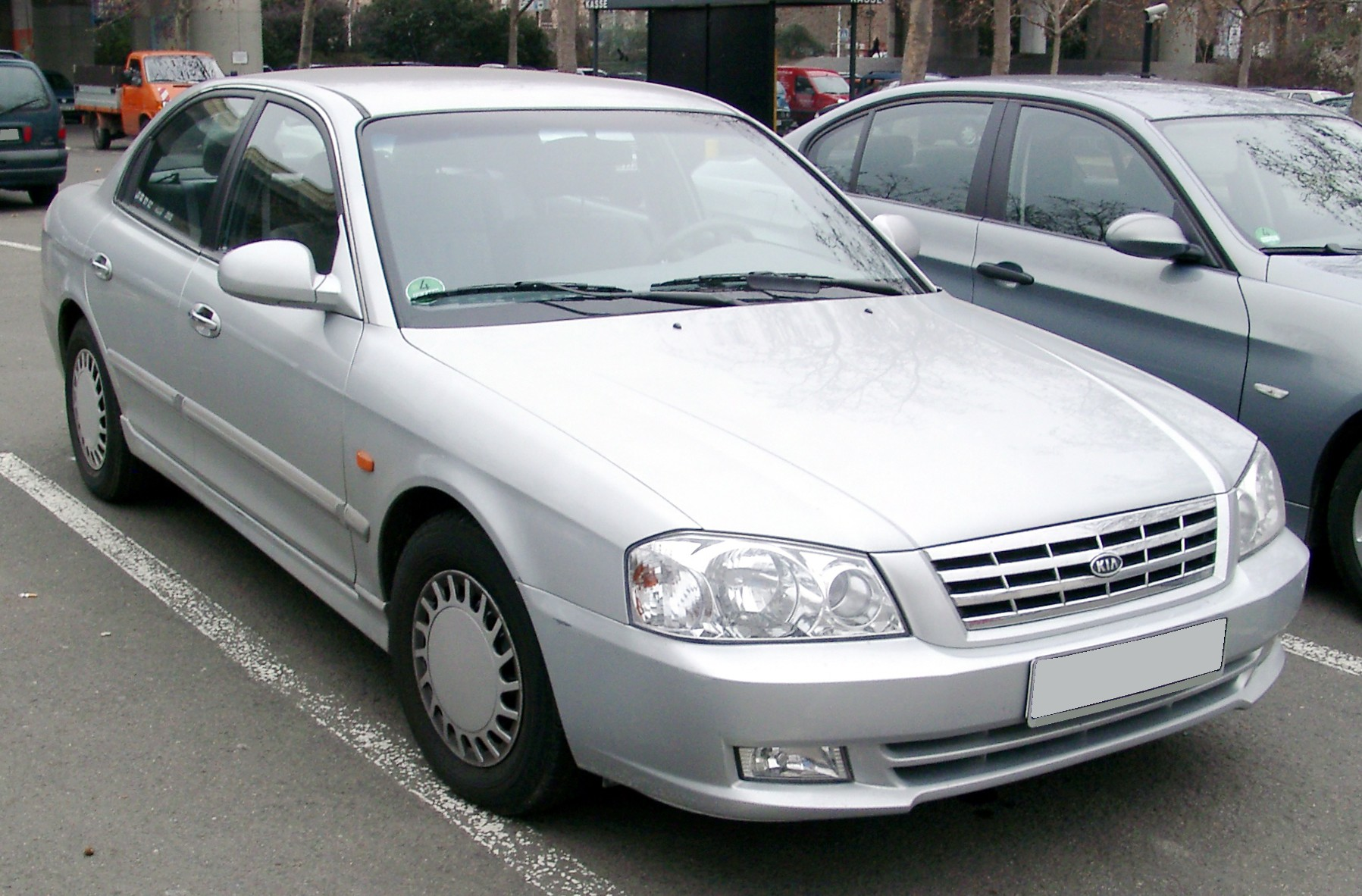
Přední část
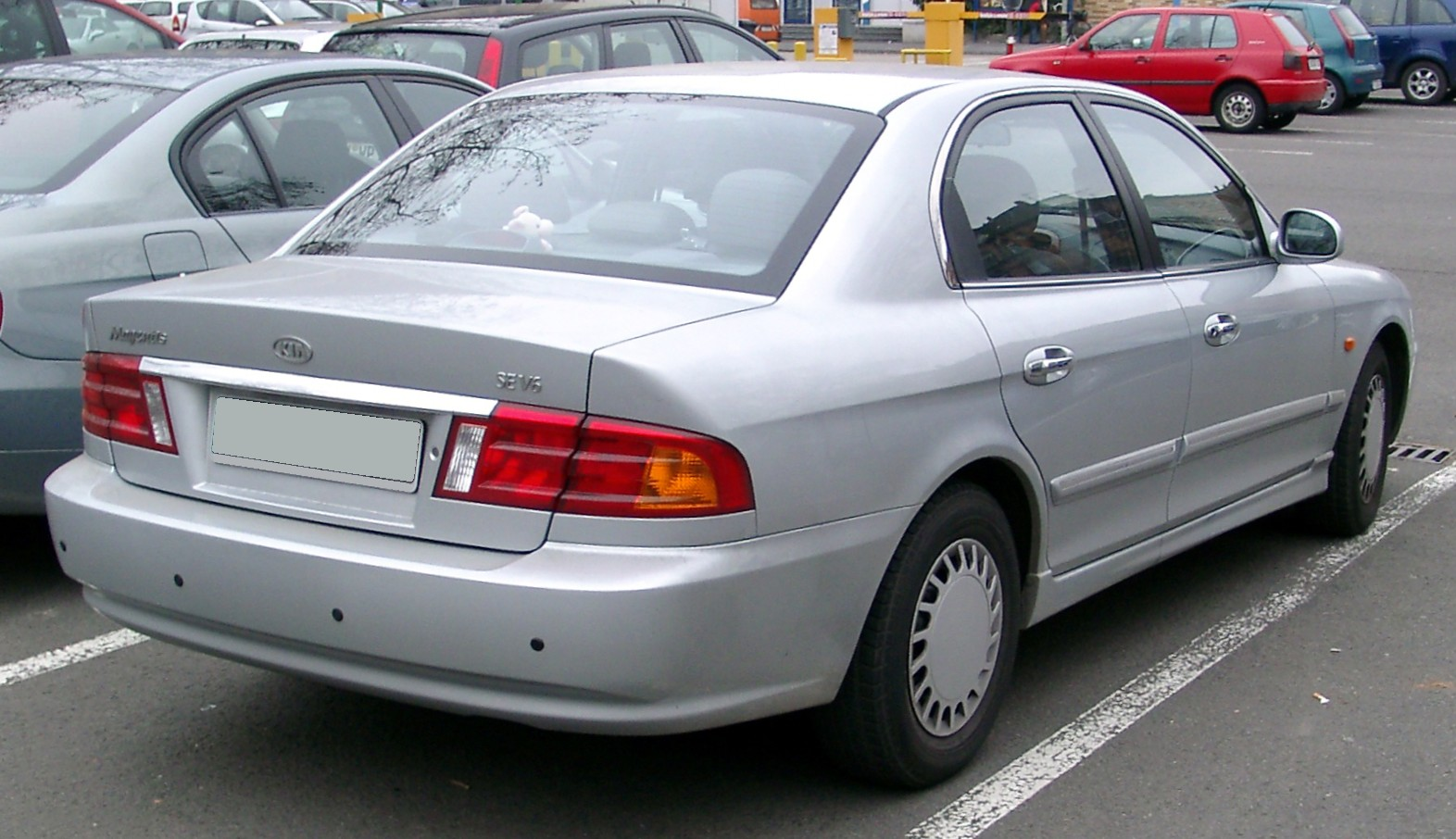
Zadní část

## Druhá generace (2005-2010)
Druhá generace Magentisu se začala prodávat v roce 2005. Vzhledově se Magentis výrazně změnil, druhá generace ovšem přinesla i významné zlepšení v oblasti bezpečnostní. Magentis se tak nyní standardně dodává se 6 airbagy, disponuje rovněž i stabilizačními systémy ABS a ESP.
V roce 2009 se na mezinárodním autosalonu v New Yorku představila modernizovaná verze. Magentis nyní má novou přední masku a zadní LED světla. Rovněž je k dispozici několik novinek, například startovací tlačítko nebo modernizované motory.
V roce 2010 byla ukončena výroba modelu Magentis, který byl nahrazen modelem Kia Optima.

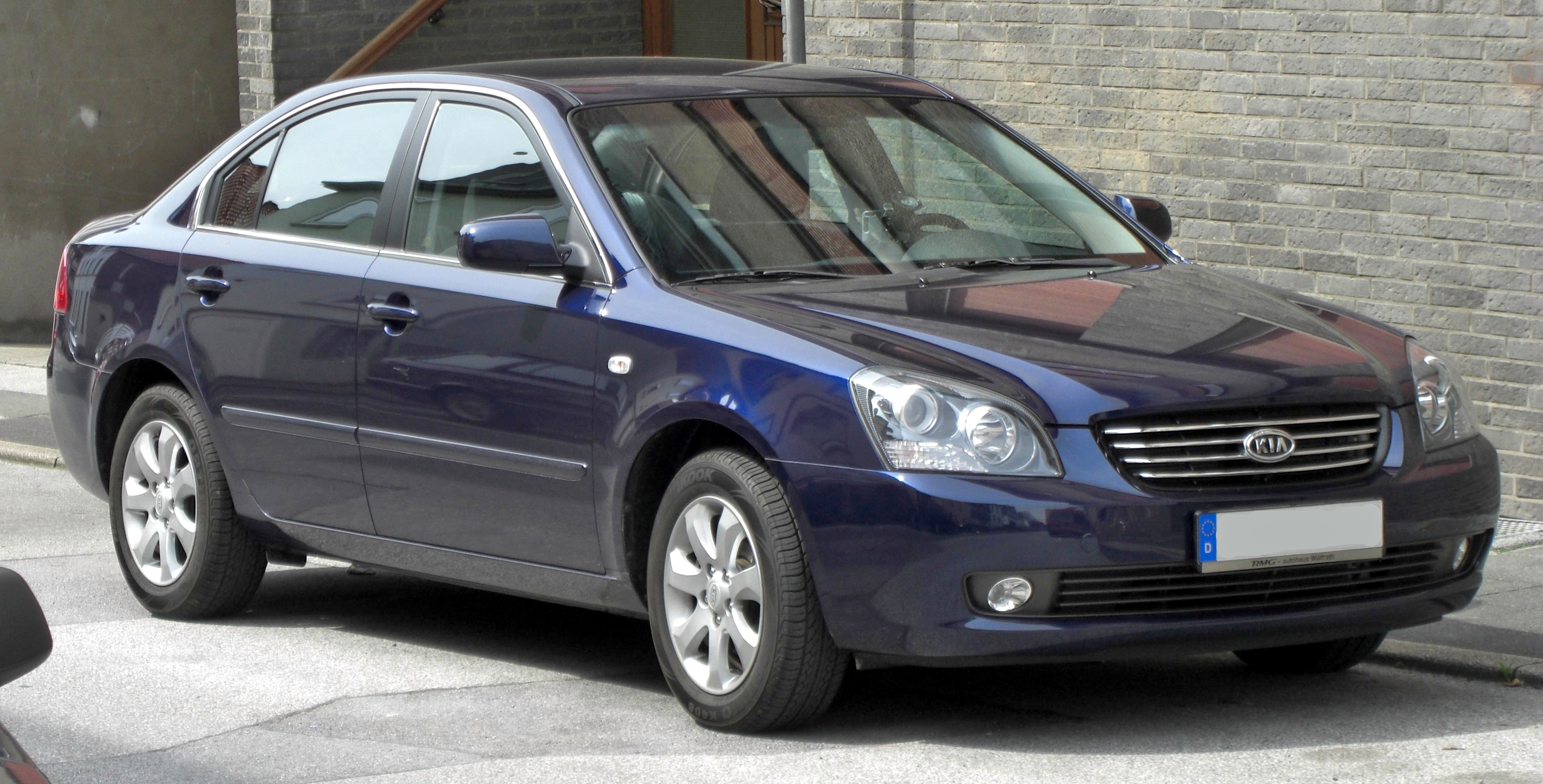
Přední část
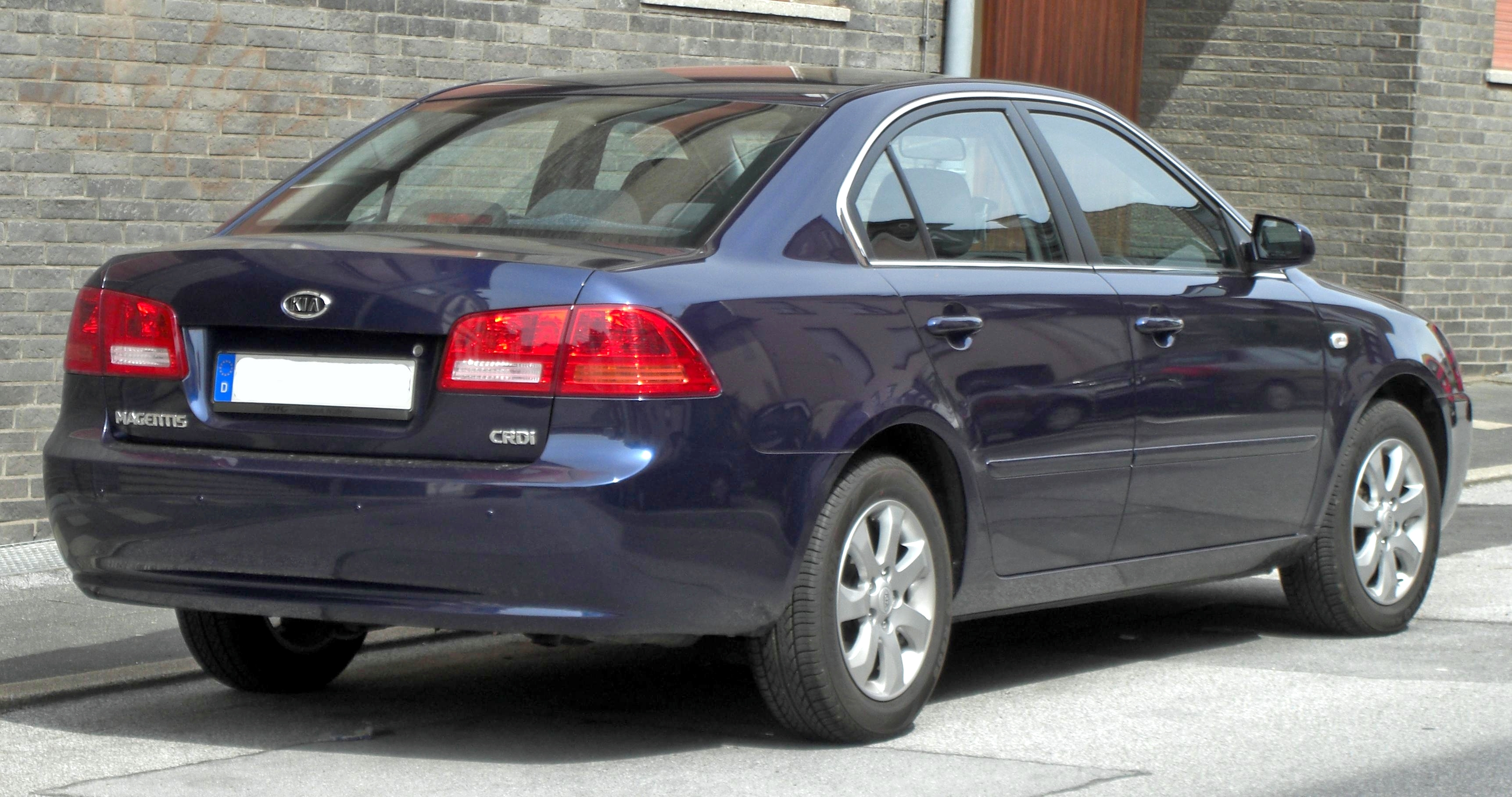
Zadní část
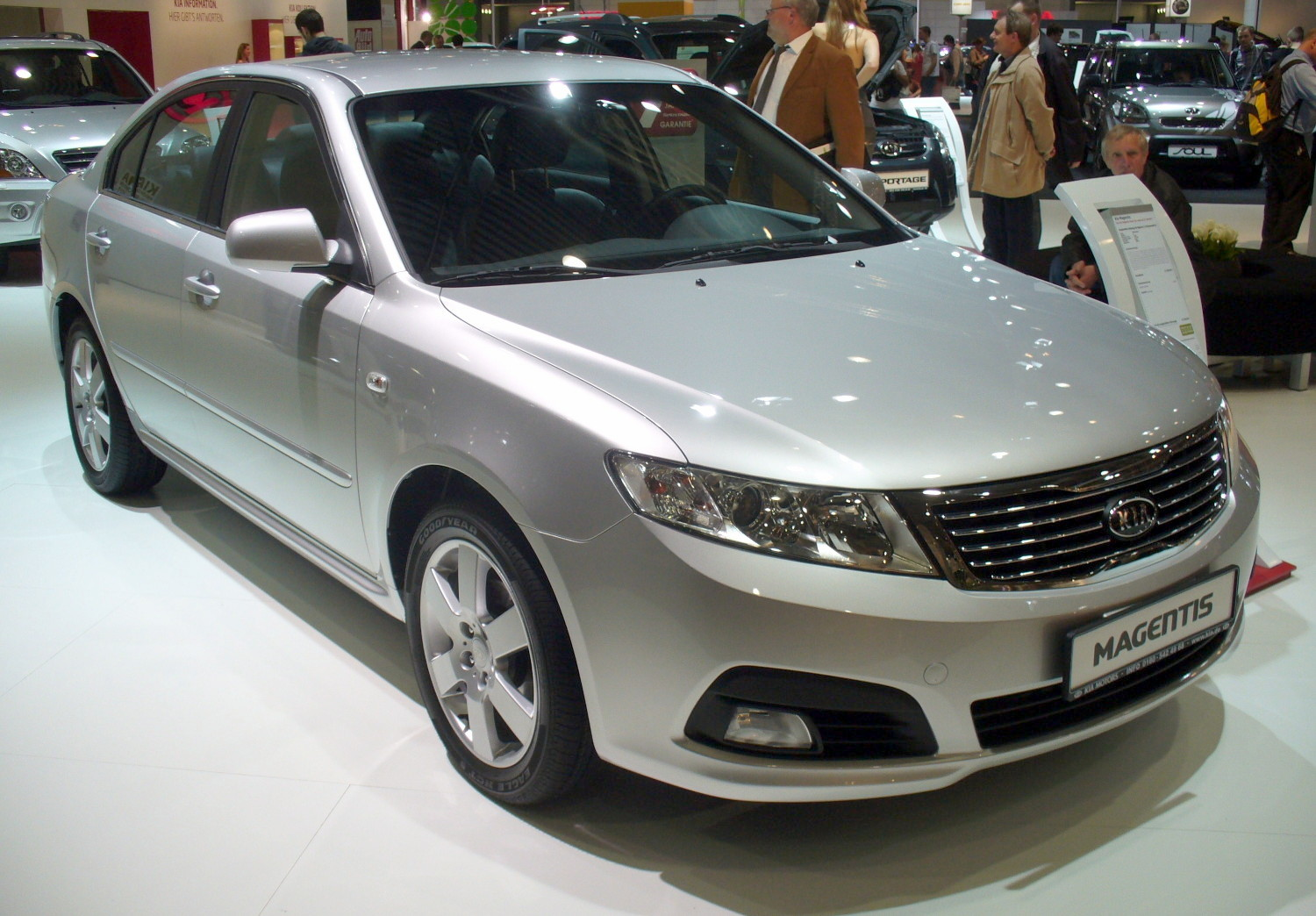
Přední část (2009)
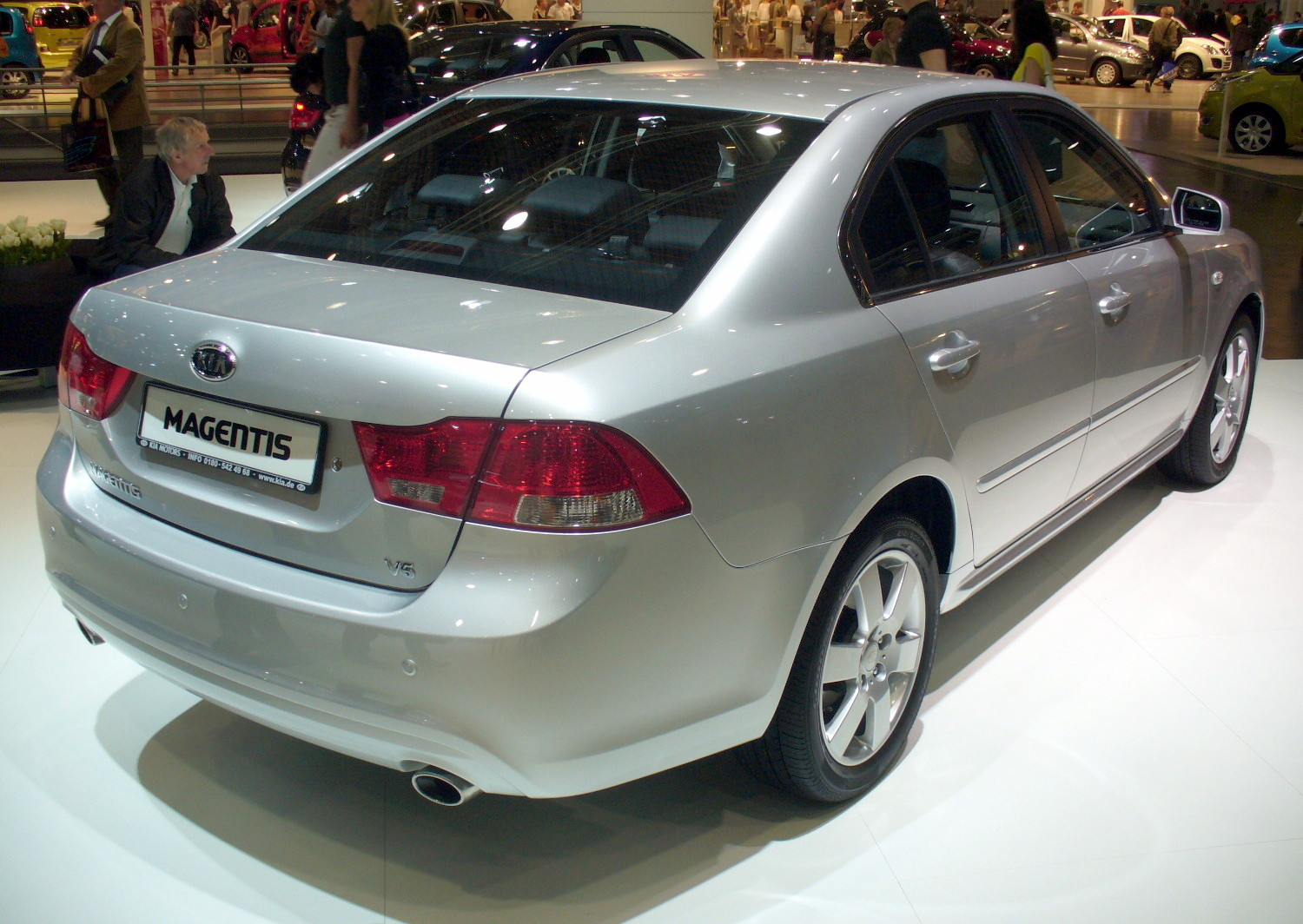
Zadní část (2009)